# لي كوكس
لي كوكس (بالإنجليزية: Lee Cox)‏ (26 يونيو 1990 بليستر في المملكة المتحدة - ) هو لاعب كرة قدم بريطاني في مركز الوسط. لعب مع أكسفورد يونايتد وستيفيناغ بوروه وسويندون تاون وليستر سيتي ونادي إنفرنيس ونادي بليموث أرجايل ويوفل تاون.

## وصلات خارجية
- لي كوكس على موقع قاعدة بيانات كرة القدم.إي يو (الإنجليزية)
- لي كوكس على موقع Soccerbase.com (لاعب) (الإنجليزية)
- لي كوكس على موقع Soccerway.com (الإنجليزية)